# Charlie Dominici
Charlie Dominici, född 16 juni 1951 i Brooklyn i New York, död i november 2023, var en amerikansk musiker, mest känd som progmetal-bandet Dream Theaters andra sångare. Han medverkade på gruppens debutalbum When Dream and Day Unite (1989). Efter den skivan lämnade han dock bandet, mest på grund av kreativa och personliga skillnader.
2004 medverkade han på en Dream Theater-konsert för att fira 15-årsjubileet av deras första skivsläpp.
Med sitt självbenämnda band Dominici släppte han även albumtrilogin O3 bestående av:
- O3: A Trilogy, Part 1 (2005)
- O3: A Trilogy, Part 2 (2007)
- O3: A Trilogy, Part 3 (2008)